# ینس نووتنی
ینس نووتنی (به آلمانی: Jens Nowotny) بازیکن فوتبال و مدافع اهل آلمان است که از سال ۱۹۹۷ میلادی عضو تیم ملی فوتبال آلمان بوده‌است. وی در ۴۸ بازی ملی حضور داشته‌است و آخرین بازی ملی خود را در سال ۲۰۰۶ میلادی انجام داد. ینس نووتنی در بازی‌های ملی‌اش ۱ گل به ثمر رساند.